# Acrosticta apicalis
Acrosticta apicalis är en tvåvingeart som först beskrevs av Samuel Wendell Williston  1896.  Acrosticta apicalis ingår i släktet Acrosticta och familjen fläckflugor. Inga underarter finns listade i Catalogue of Life.